# Disilan
Disilan, Si2H6, byl poprvé identifikován roku 1902 Henri Moissanem a Samuelem Smilesem. Za standardních podmínek je to bezbarvý, štiplavý plyn. Má podobnou strukturu jako ethan, ale je reaktivnější.

## Příprava
Disilan se připravuje hydrolýzou silicidu hořečnatého. Během této reakce vzniká silan, disilan a také trisilan.